# Massacro di Bhisho
Il massacro di Bhisho avvenne il 7 settembre 1992 nell'allora capitale del bantustan nominalmente indipendente del Ciskei.
L'African National Congress e il Partito Comunista Sudafricano organizzarono per quel giorno una manifestazione di 80.000 persone, guidata dal Segretario Generale del Partito Comunista Sudafricano Chris Hani, dal Segretario Generale dell'ANC Cyril Ramaphosa e da un altro leader dell'ANC, Harry Gwala, per entrare a Bisho e costringere l'allora dittatore Joshua Gqozo alle dimissioni.
Un gruppo di manifestanti, capeggiati da Ronnie Kasrils, cercò di entrare nello stadio di Bisho, forzando il blocco della Forza di difesa del Ciskei: queste ultime aprirono il fuoco sui manifestanti, uccidendo 28 persone e ferendone più di 200.
Le vittime vennero seppellite nella township di Ginsberg, poco fuori King William's Town.
L'avvenimento portò ad un rilancio dei negoziati fra Nelson Mandela e Frederik Willem de Klerk, che firmarono il 26 settembre successivo un primo accordo per monitorare tramite un organismo indipendente le azioni della polizia.
Nel 1997, fu inaugurato alla presenza dell'arcivescovo Desmond Tutu un monumento commemorativo in granito, vicino all'Independence Stadium, situato fra Bhisho e King William's Town.